# آجاپا جاپا
جاپا Japa (japam) به معنای تکرار یا به خاطر سپردن یک مانترا (mantram) است.
آجاپا جاپا Ajapa japa (ajapajapam) به معنای آگاهی دائمی از مانترا یا چیزی است که آن را نشان می‌دهد. و تکرار خود به خودی ذکر است.